# 阿波舞會館
阿波舞會館是位於日本德島縣德島市展示與阿波舞相關資料的場館，主要內容包括阿波舞博物館及阿波舞演出廳；由德島市政府委託德島市觀光協會負責經營。

## 概要
其為一棟五層樓建築：
- 一樓：德島縣物產觀光交流廣場。
- 二樓：阿波舞表演大廳，每天白天固定有三到四場由館方職員演出的阿波舞表演及介紹；在晚上則由阿波舞振興協會和德島縣阿波舞協會德島支部旗下的33隻有名連輪流在此表演阿波舞。[5]
- 三樓：阿波舞博物館，介紹阿波舞相關文化及歷史。
- 四樓：外借用活動空間。
- 五樓：眉山纜車山麓站。

## 周邊
- 新町川水際公園（日语：新町川水際公園）
- 藍場濱公園（日语：藍場浜公園）
- 東新町商店街（日语：東新町商店街 (徳島市)）
- 西新町商店街（日语：西新町商店街 (徳島市)）

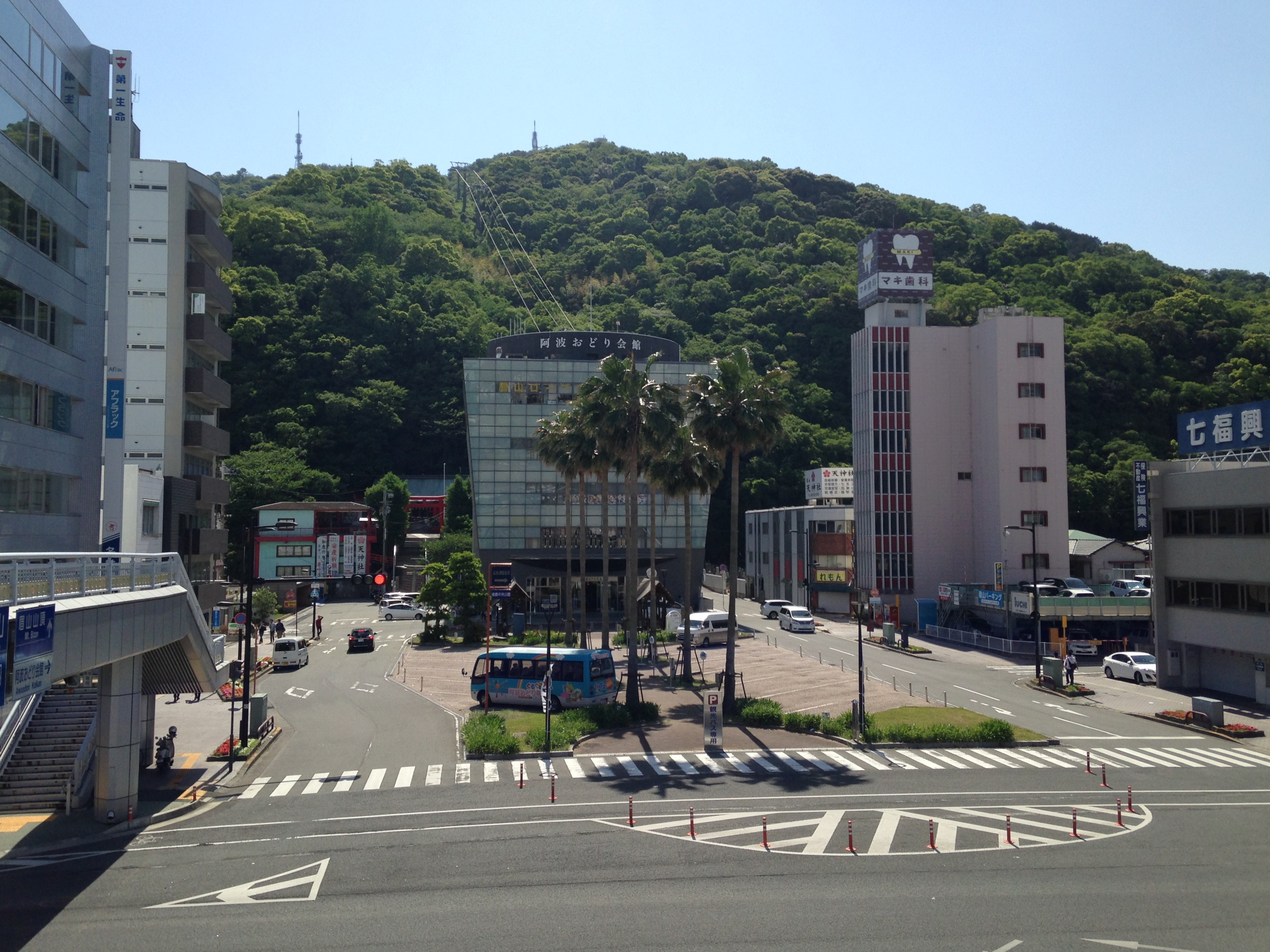
阿波舞會館遠景，其背後為眉山，建築上方為眉山纜車
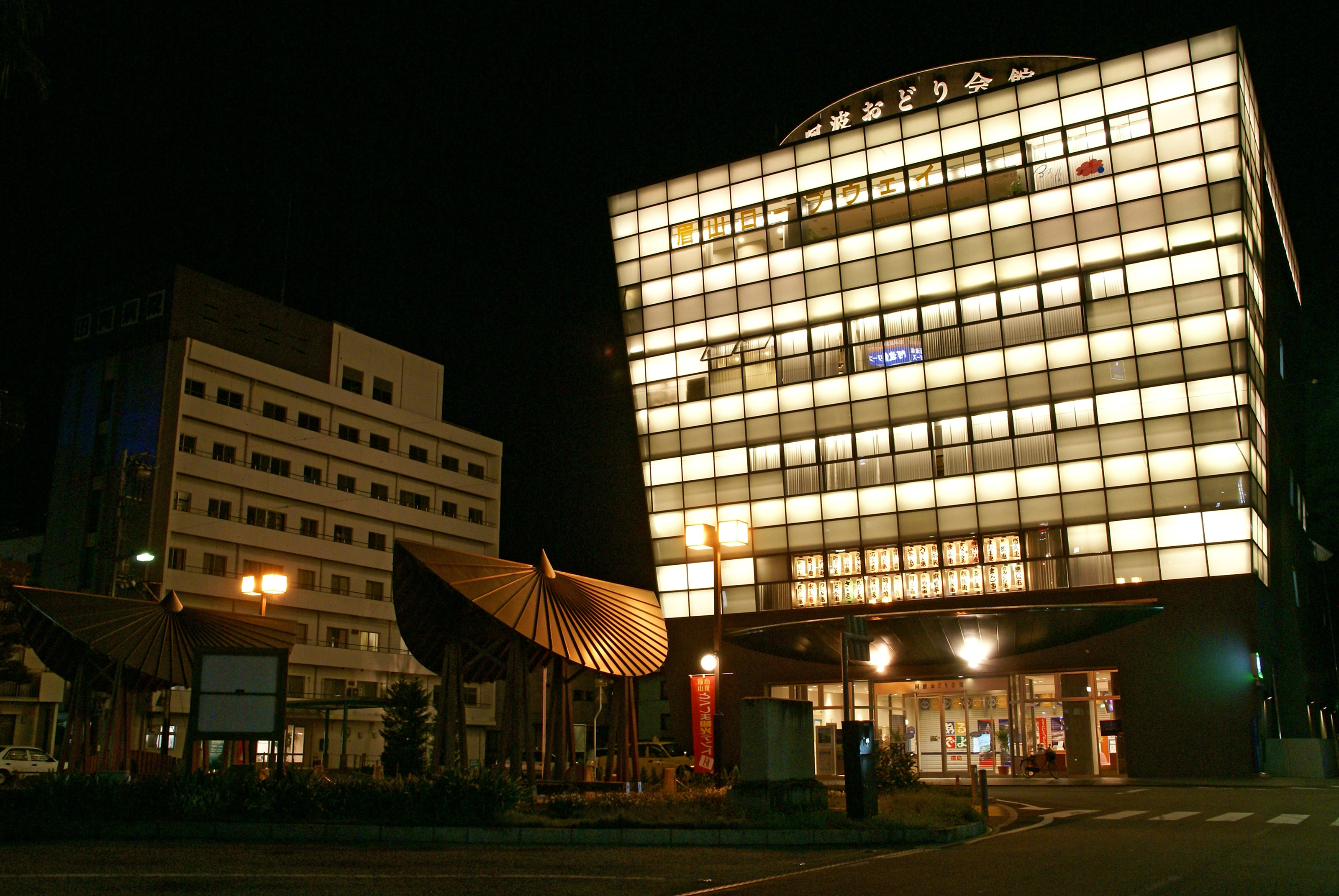
阿波舞會館夜景

## 外部連結
- （日語） 阿波舞會館的Facebook專頁
- （日語） 阿波舞會館的X（前Twitter）